# Citroën Bijou
La Citroën Bijou est un petit coupé 2 + 2 places basé sur la Citroën 2CV type AZ, produit de 1959 à 1964 à l'usine Citroën de Slough en Angleterre.
La 2CV, produite depuis 1953 à Slough, ne connaît pas le succès attendu chez les automobilistes britanniques. Entre 1953 et 1959 seuls 673 exemplaires sont produits et plus de la moitié (340 exemplaires) sont exportés. Les raisons sont multiples, les pièces de la 2CV anglaise proviennent en grande partie de France. La 2CV anglaise est vendue 19% plus chère que l'Austin A30, une petite berline à quatre portes. 
Pour tenter de relancer le modèle mais surtout d'écouler les châssis et ensembles mécaniques de la 2CV toujours en stock dans l’usine, la direction de Citroën UK fait le choix d'habiller le châssis d'une carrosserie coupé en polyester renforcé de fibre de verre, dont la ligne à l'arrière est inspirée de la Citroën DS à laquelle sont aussi empruntées certaines pièces comme le volant et les poignées de porte intérieures, style censé être plus en phase avec les attentes des clients anglais. Dessinée par Peter Kirwan Taylor, la voiture est présentée au Salon de l'automobile de Londres en 1959, et sa production débute en février de la même année.
Sa forme aérodynamique lui permet d'atteindre une vitesse supérieure à celle de la 2CV, cependant elle pèse plus lourd et l'accélération s'en ressent.
Lors de sa présentation, la direction de Citroën est plutôt confiante et table sur 1 000 exemplaires vendus par an. L’usine de Slough va toutefois avoir le plus grand mal à produire la voiture, la technique du plastique n'en étant qu'à ses débuts et, même si la fabrication des éléments de carrosserie avait été confiée à C.F. Taylor Plastics Ltd, les difficultés d’assemblage étaient très importantes. La production des 2CV Bijou tenait davantage de l’artisanat que de l’industrie. Quoi qu'il en soit, la demande n’est pas là, les anglais préféraient de loin leurs roadsters nationaux dotés de moteurs beaucoup plus performants. 
Le modèle est mis en vente au prix de 674 £, un tarif plus élevé que celui d'autres véhicules de la même catégorie. Seulement 207 exemplaires ont trouvé preneur et ont été fabriqués de 1959 à 1964,. Les modèles de collection ne subsistent qu'en petit nombre.

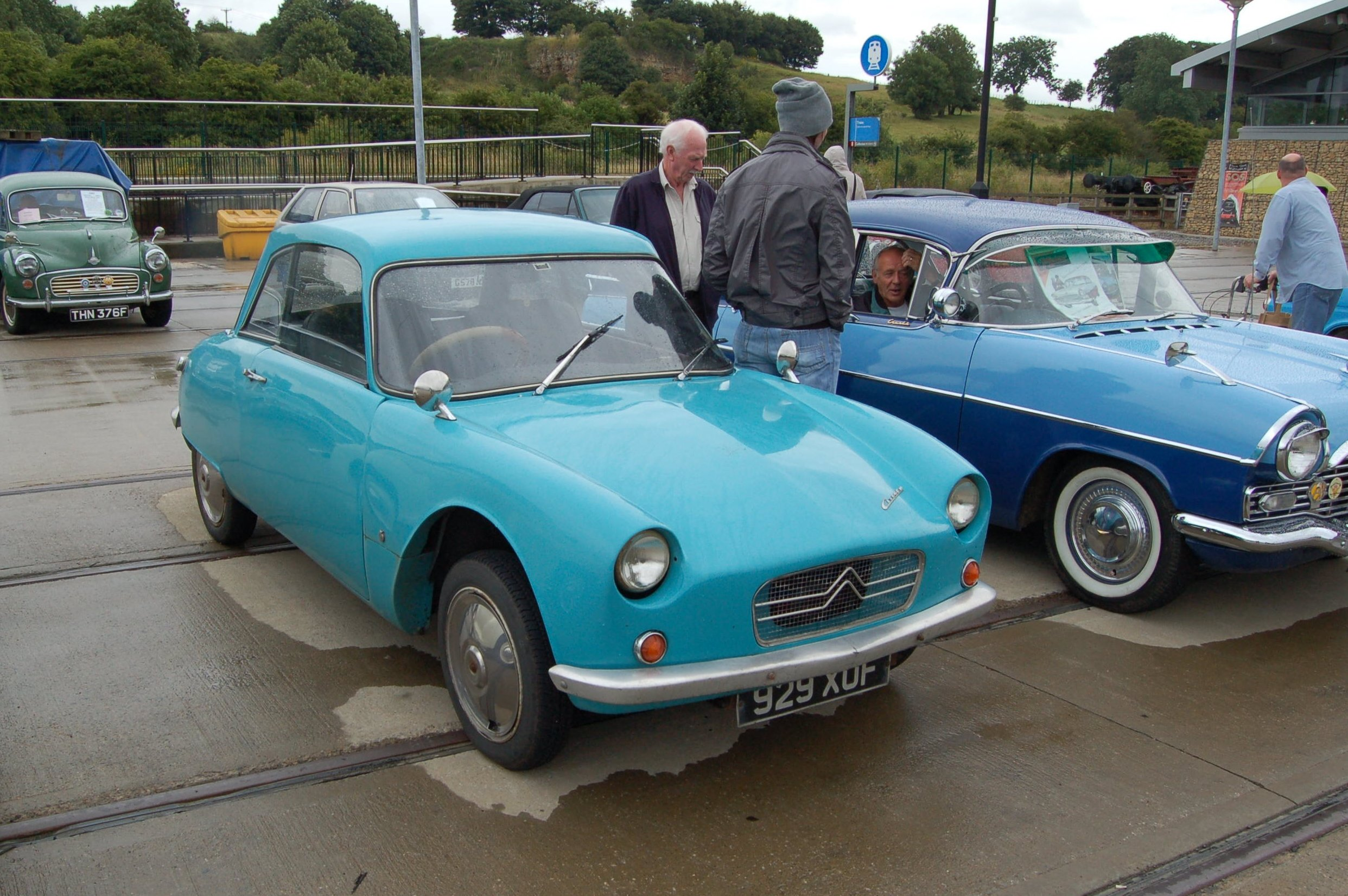
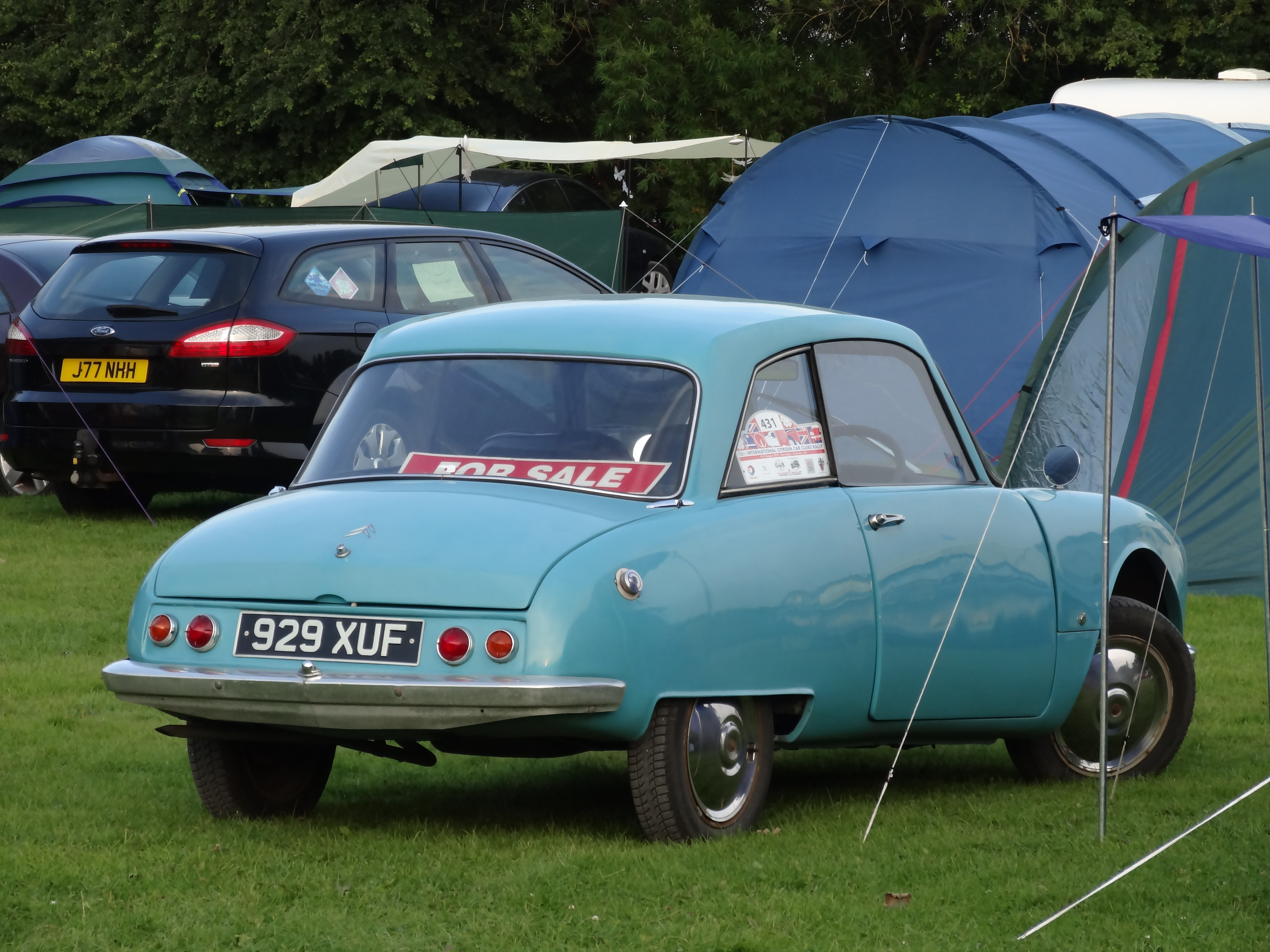
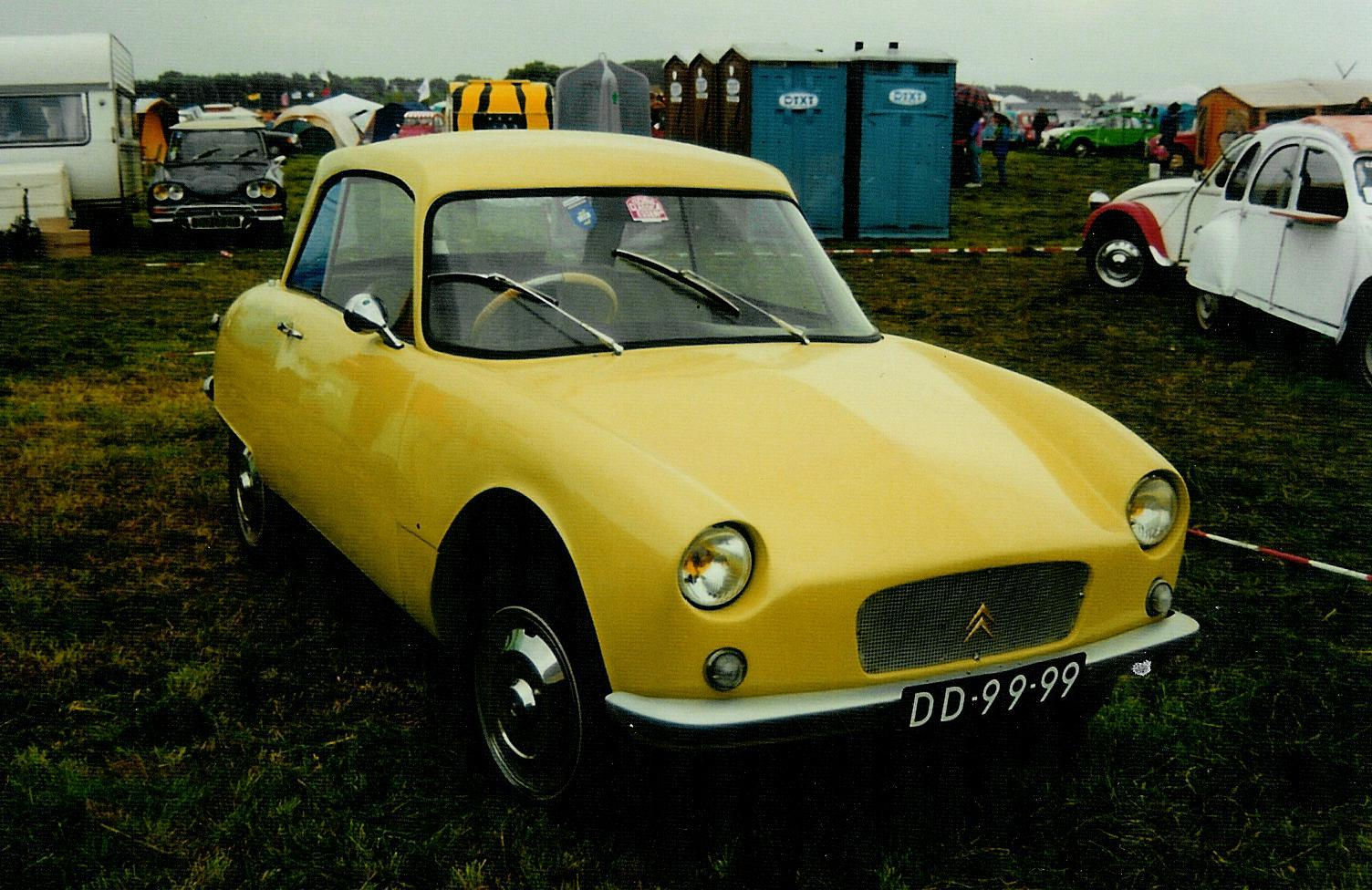